# Кировский наслег (Кобяйский улус)
Кировский наслег или Кировский эвенский национальный наслег — национальный наслег, муниципальное образование со статусом сельского поселения в Кобяйском улусе Якутии Российской Федерации.
Административный центр — село Сегян-Кюёль.

## История
Статус и границы сельского поселения установлены Законом Республики Саха (Якутия) от 30 ноября 2004 года N 173-З N 353-III «Об установлении границ и о наделении статусом городского и сельского поселений муниципальных образований Республики Саха (Якутия)».

## Население
| 2002 | 2010 | 2011 | 2012 | 2013 | 2014 | 2015 |
| ---- | ---- | ---- | ---- | ---- | ---- | ---- |
| 646  | ↘628 | ↘626 | ↘606 | ↘604 | ↘586 | ↘568 |
| 2016 | 2017 | 2018 | 2019 | 2020 | 2021 |      |
| ↘554 | ↘552 | ↘545 | ↘535 | ↗539 | ↘536 |      |

Основную часть населения составляют якуты и эвены.

## Состав сельского поселения
| № | Населённый пункт | Тип населённого пункта       | Население |
| - | ---------------- | ---------------------------- | --------- |
| 1 | Батамай          | посёлок                      | ↘210      |
| 2 | Сегян-Кюёль      | село, административный центр | ↘242      |